# Hybomys basilii
Hybomys basilii är en däggdjursart som beskrevs av Martin Eisentraut 1965. Hybomys basilii ingår i släktet Hybomys och familjen råttdjur. IUCN kategoriserar arten globalt som starkt hotad. Inga underarter finns listade i Catalogue of Life.
Denna gnagare förekommer på ön Bioko (Ekvatorialguinea). Den lever i regioner som ligger 450 till 2000 meter över havet. Individer hittades vid skogskanter och på jordbruksmark nära skogar.
Arten når en kroppslängd (huvud och bål) av 11,8 till 16 cm, en svanslängd av 9,0 till 13,2 cm och en vikt av 70 till 95 g. Bakfötterna är cirka 3 cm långa och öronen är 1,5 till 2,0 cm stora. Den långa och mjuka pälsen på ovansidan har en mörk rödbrun färg med några gulbruna streck. En ännu mörkare längsgående strimma på ryggens topp kan sällan urskiljas. På undersidan förekommer ljusgrå päls.
Mellan oktober och december hittades honor som var dräktiga med en eller två ungar.